# Sermur
Sermur település Franciaországban, Creuse megyében. Lakosainak száma 103 fő (2022. január 1.). Sermur Brousse, Bussière-Nouvelle, Le Compas, Lioux-les-Monges, Lupersat és Mautes községekkel határos.

## Népesség
A település népessége az elmúlt években az alábbi módon változott:
| Lakosok száma | 238  | 155  | 139  | 94   | 123  | 131  | 133  | 116  | 108  | 103  |
|               | 1968 | 1982 | 1990 | 2006 | 2013 | 2015 | 2017 | 2019 | 2020 | 2022 |